# Chagas sygdom
Chagas sygdom, eller amerikansk trypanosomiasis, er en tropisk parasitsygdom forårsaget af protozoen Trypanosoma cruzi. Den spredes for det meste via blodsugende insekter, også kendt som kysseinsekter. Symptomerne ændrer sig i løbet af infektionen. I begyndelsen er symptomerne enten ikke til stede eller de er milde og kan omfatte: feber, hævede lymfeknuder, hovedpine eller lokal hævelse omkring insektstikket. Efter 8–12 uger går patienten ind i den kroniske fase af sygdommen, og i 60–70 % opstår der ikke yderligere symptomer. De øvrige 30 til 40 % udvikler symptomer 10 til 30 år efter den oprindelige infektion. Disse omfatter forstørrelse af ventriklerne i hjertet hos 20 til 30 % fører det til hjertesvigt. Et forstørret spiserør eller en forstørret tyktarm kan også forekomme hos 10 % af mennesker.
T. cruzi spredes normalt til mennesker og andre pattedyr via blodsugning ("kysseinsekter") i underfamilien Triatominae. Disse insekter er kendt under en række lokale navne, herunder: vinchuca i Argentina, Bolivia, Chile og Paraguay, barbeiro (barber) i Brasilien, pito i Colombia, chinche i Mellemamerika og chipo i Venezuela. Sygdommen kan også spredes igennem blodtransfusion, organtransplantation, ved at spise mad, der er inficeret med parasitter og fra en mor til sit ufødte barn. Tidlig diagnose af sygdommen kan ske ved at finde parasitten i blodet ved hjælp af et mikroskop. Kronisk sygdom diagnosticeres ved at finde immunstoffer for T. cruzi i blodet.
Forebyggelse indebærer at man undgår blodsugende insekter og undgår deres stik. Andre præventive tiltag omfatter blodscreening ved blodtransfusion. Der er i 2013 endnu ikke udviklet en vaccine. Tidlige infektioner kan behandles med medicin benznidazol eller nifurtimox. Disse resulterer næsten altid i helbredelse, hvis de administreres tidligt, men bliver dog mindre effektive, jo længere en person har haft Chagas sygdom. Når medicinen bruges ved kronisk sygdom, kan den være med til at udsætte eller forebygge udvikling af slutstadie-symptomer. Benznidazol og nifurtimox giver midlertidige bivirkninger i op imod 40 % af mennesker herunder hudsygdomme, hjernetoksicitet og fordøjelsesbesvær.
Det antages, at 7 til 8 millioner mennesker, de fleste i Mexico, Mellemamerika og Sydamerika har Chagas sygdom. Sygdommen resulterer i ca. 12.500 dødsfald om året pr. 2006. De fleste mennesker med sygdommen er fattige og de fleste mennesker med sygdommen ved ikke, at de er inficerede. Storstilede befolkningsbevægelser har øget de områder, hvor der forekommer tilfælde af Chagas sygdom og disse omfatter nu mange europæiske lande og USA. Disse områder har også oplevet en stigning i årene op til 2014. Sygdommen blev først beskrevet i 1909 af Carlos Chagas som sygdommen er opkaldt efter. Den påvirker mere end 150 andre dyrearter.